# کشته‌های زمستان (فیلم)
«کشته‌های زمستان» (انگلیسی: Winter Kills) یک فیلم به کارگردانی ویلیام ریچرت در سبک تریلر سیاسی است که در سال ۱۹۷۹ منتشر شد.

## بازیگران
- جف بریجز
- جان هیوستون
- آنتونی پرکینز
- ایلای والاک
- استرلینگ هایدن
- دوروتی مالون
- توماس میلیان
- رالف میکر
- توشیرو میفونه
- ریچارد بون
- برد دکستر
- جو اسپینل
- جیانی روسو
- رابرت اف. بویل
- ارین گری
- آماندا جونز
- بری برنسون
- الیزابت تیلور
- جان وارنر
- بلیندا باور
- آنیتا اکمیر